# Smoky Lake
Smoky Lake is een plaats (town) in de Canadese provincie Alberta en telt 1010 inwoners (2006).